# Dumitru Florescu
Dumitru Florescu, născut Lambă la 12 ianuarie 1902 în comună Aluniș, raionul Vedea, regiunea Pitești, fiul lui Gheorghe și Chirica, a fost persecutat politic de către regimul comunist.
Dumitru Florescu a făcut 6 ani închisoare corecțională fiind acuzat in 1952 de "instigare publică" fiind învinuit pentru delictul de "uneltire contra ordinei sociale" și de delictul de "deținere de publicațiuni interzise". A fost acuzat din nous pentru că a fost "chiabur", "membru de frunte al P.N.L", și pentru că a fost considerat "dușman înveterat al regimului de democrație populară din țară noastră, dușmănie care s-a concretizat prin manifestări potrivnice orânduirii noastre de stat, aducând ori de câte ori avea ocazia injurii grave la adresa organelor de partid și de stat" 
În sentința  din 1959 este persecutat politic și trimis 10 ani de închisoare pentru că " în cursul anilor 1958 - 1959 [...] a întreprins acțiuni fățise în ce privește transformarea socialistă a agriculturii, îndemnând pe țărani să nu se înscrie în sectorul specializat din agricultură, iar pe cei înscriși să se retragă, propagând ideea neîncrederii în trăinicia regimului democrat popular din R.P.R. Cu ocazia percheziției domiciliare ce i-a fost efectuată au fost găsite materiale de propagandă dușmănoasă regimului popular și la adresa Uniunii Sovietice"